# Elia Suleiman
Elia Suleiman (* 28. července 1960, Nazaret, stát Izrael) je palestinský filmový režisér a herec z melchitské řecko-ortodoxní rodiny. Je manželem zpěvačky Yasmine Hamdan.

## Život
Elijah Suleiman se narodil v Nazaretu. Filmovou kariéru zahájil v New Yorku, kde v letech 1982 až 1993 natočil dva krátké filmy Introduction to the End of an Argument /Úvod do konce hádky/ (1991) a Homage by Assassination /Pocta atentátem/ (1992). V roce 1994 se vrátil do Jeruzaléma a přednášel na palestinské univerzitě v Bir Zait na Západním břehu. Své zážitky shrnul po návratu v roce 1996 ve svém prvním celovečerním filmu, politické komedii Chronicles of a Disappearance /Kronika zmizení/. Zde Suleiman působil nejen jako režisér, producent a scenárista, ale také zde spolu s dalšími členy své rodiny účinkoval. Film Chronicles of a Disappearance vyhrál cenu za nejlepší celovečerní prvotinu na Benátském filmovém festivalu. Proslavil se v roce 2002 svým druhým celovečerním filmem Divine intervention /Božský zásah/. Film má podtitulek "Kronika lásky a bolesti"- Jde o anekdoticky komponovanou tragikomedii, ve které popisuje každodenní život během konfliktu mezi Palestinci a Izraelci. Kritici v tomto filmu zaznamenali tradici Jacquese Tatiho, Jima Jarmusche a Bustera Keatona. Suleiman zde také hraje hlavní roli "E. S.“. Film Divine Intervention získal několik ocenění, včetně ceny poroty na 55. Filmovém festivalu v Cannes, Evropské filmové ceny za nejlepší neevropský film a dánské filmové ceny Bodil za nejlepší neamerický film. V roce 2006 byl členem poroty na 59. Mezinárodním filmovém festivalu v Cannes. O tři roky později dostal další pozvání do soutěže na 62. filmovém festivalu v Cannes za svůj film The Time That Remains. V roce 2008 byl jedním z vítězů Ceny prince Clause. V září 2022 mu Evropská filmová akademie udělila cenu za evropský přínos světové kinematografii.

## Výběr z filmografie
- 1996: Chronicles of a Disappearance /Kronika zmizení/ (Segell ikhtifa)
- 2001: Divine intervention /Božský zásah – Kronika lásky a bolesti/ (Yadon ilaheyya)
- 2019: To musí být nebe